# 浅間神社 - 馬返線
浅間神社～馬返線（せんげんじんじゃうまがえしせん）とは、かつて存在していた専用自動車道の路線名。通称「富士山自動車道」。山梨県富士吉田市の北口本宮冨士浅間神社裏手から、富士山一合目手前の馬返までの延長7.6km。自動車道営業時から全線未舗装。富士山自動車株式会社が自社の遊覧自動車事業の一環として建設・運営していた。現在は道路敷が「吉田口遊歩道」という散策路に転用されている。

## 概要

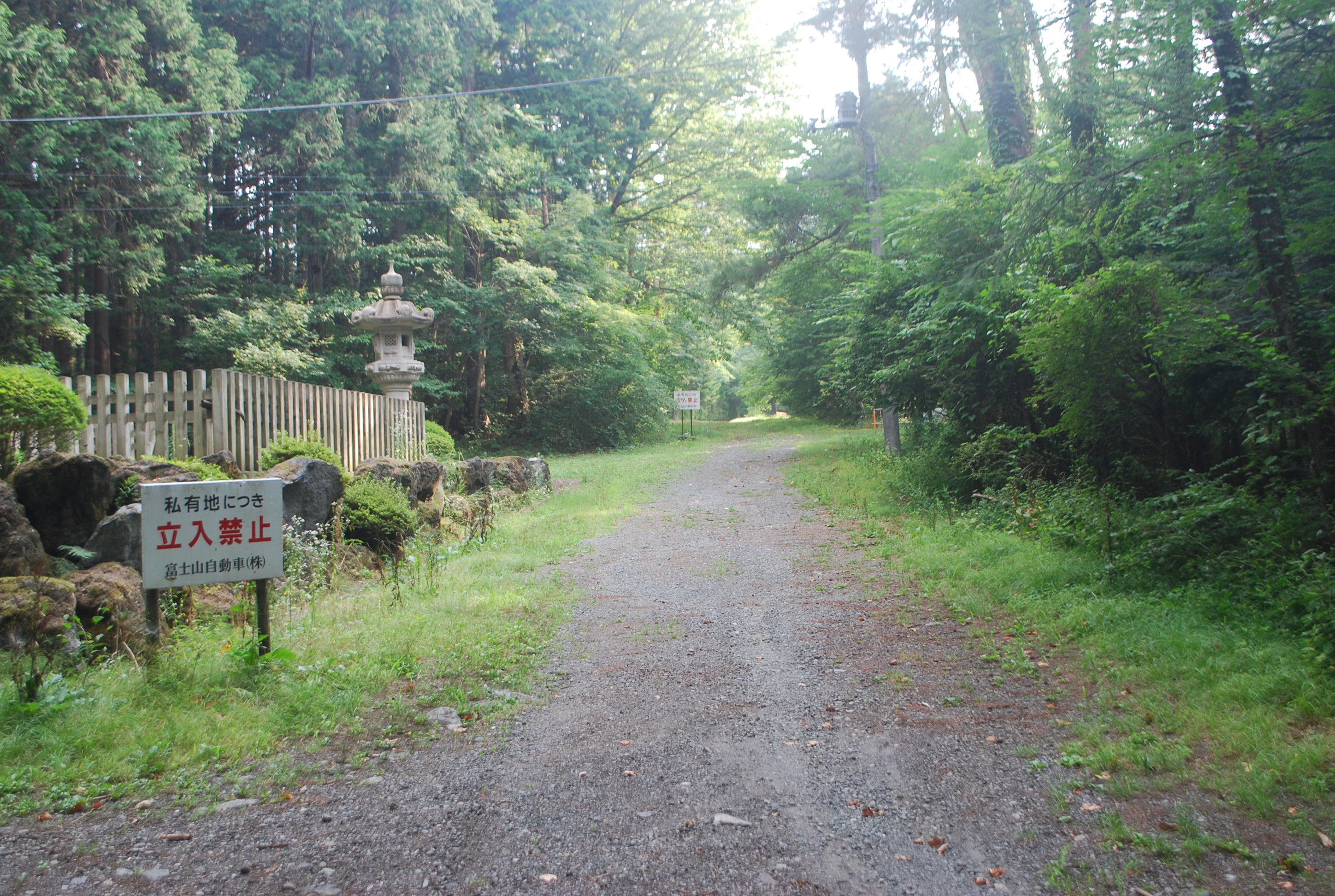
北口本宮冨士浅間神社裏の道路の跡

第二次世界大戦前、富士登山の主要ルートだった吉田口登山道沿いにバス・馬車道を設けるべく、個人の手によって開発が開始されたとされる。供用開始後は富士山自動車株式会社が自社の登山バス・馬車を運行する専用道路として使われた。
終戦後しばらくは行政協定により、駐留軍に接収された東富士演習場への輸送ルートとして使用された後、再び登山バス道路として賑わった。しかし、五合目まで自動車で到達可能な富士スバルラインが開通（1964年）すると、一合目からの徒歩登山となる吉田口登山道は急激に寂れ、ほどなく登山バスも経営悪化により廃止。自社バス専用道路として設けられた経緯や、並行する吉田口登山道が山梨県道701号富士上吉田線として整備されるなどしたため、その後は維持管理も放置され一時は廃道同然となった。
その後、2002年から地元自治体の富士吉田市や各種団体の手により、道路敷を遊歩道として再整備。車道として舗装整備された吉田口登山道に対して、自然の中を歩いて楽しむ道として「吉田口遊歩道」という愛称で呼ばれ、再び注目されている。

## 略歴
- 1928年（昭和3年）7月16日：山梨県からの認可を受けた富士山自動車株式会社により事業着手。
- 1928年（昭和3年）9月30日：富士山自動車の登山バス専用道路として供用開始。
- 1993年（平成5年）12月14日：県との賃貸借契約期間満了により、賃貸人である県に返還となる。